# Margaret Morse Nice
Margaret Morse Nice, född 6 december 1883, död 26 june 1974, var en amerikansk ornitolog och författare som främst gjort sig känd genom att en stor populationsstudie om sångsparvens liv, som 1937 publicerades i boken Studies in the Life History of the Song Sparrow.

## Biografi

### Uppväxt och tidig karriär
Nice föddes den 6 december 1883 i Amherst, Massachusetts. Hon var dotter till Anson D. Morse, professor i historia vid Amherst College, och Margaret Duncan (Ely). Hon var fjärde barnet i en skara på sju.
I sin självbiografi Research Is a Passion With Me från 1979, skrev hon att "den käraste julklappen i mitt liv kom 1895. Det var Mabel Osgood Wrights fågelbok." Denna bok hade färgillustrationer av fåglar och den vägledde henne till att själv göra anteckningar om lokala fåglar redan när hon var tolv år gammal. Utifrån sina noggranna noteringar kunde hon till och med jämföra anteckningar som hon tagit när hon var 13 år och jämföra häckningsframgången hos unga vandringstrastar, tjippsparvar och tyranner 61 år senare.
Hon tog sin B.A. 1906 vid Mount Holyoke College och sin M.A. i biologi 1915 vid Clark University i Worcester, Massachusetts. Hon var då bara en av två kvinnor som tog sin masterstudent vid universitetet. Vid den här tiden gjorde hon den första omfattande fågelstudien, om födan hos vitstrupig vaktel (Colinus virginianus).

## Sena karriär
Vid Clark University träffade hon Leonard Blaine Nice och de gifte sig 1908. Familjen flyttade till Norman, Oklahoma där Leonard hade accepterat en fakultetsposition vid universitetet. De fick fem barn, Constance, född 1911, 1912, Barbara, 1916, Eleanor, 1918 och Janet, född 1922. Eleanor dog av lunginflammation vid nio års ålder i Columbus, Ohio.
Mellan 1913 och 1927 studerade hon Oklahomas fåglar, ett arbete som publicerades 1931 som Birds of Oklahoma. Under tiden i Oklahoma blev hon också intresserad av barnpsykologi och hon publicerade 18 artiklar kring detta ämne. Hon studerade sina egna barn, deras ordförråd, meningslängd och talutveckling. År 1927 flyttade hon till Columbus, Ohio, där Blaine hade tilldelats tjänsten som professor vid Ohio State University. Här utförde hon studien av sparvar som etablerat henne som en av världens ledande ornitologer, då hon registrerade enskilda individers beteende under lång tid. I början studerade hon två ringmärkta par men mot slutet var det 69 ringmärkta par. Hon började 1929 och spenderade åtta år för att studera dessa fåglar där hon fokuserade på interaktioner, häckning, revirhävdande, inlärning, instinkter och sång. År 1931 träffade hon Ernst Mayr vid ett möte i American Ornithologists' Union (AOU), och han uppmuntrade henne att skriva och ordnade så att hennes resultat publicerades. Efter publiceringen valdes Nice till den första kvinnliga ordföranden för Wilson Club och till medlemskap i AOU. 1938 tillbringade hon två månader med att studera burfåglar tillsammans med Konrad Lorenz i Österrike.
Margaret Morse Nice dog av åderförkalkning i Chicago den 26 juni 1974 från, två månader efter sin mans död.

## Ornitologiska gärningar

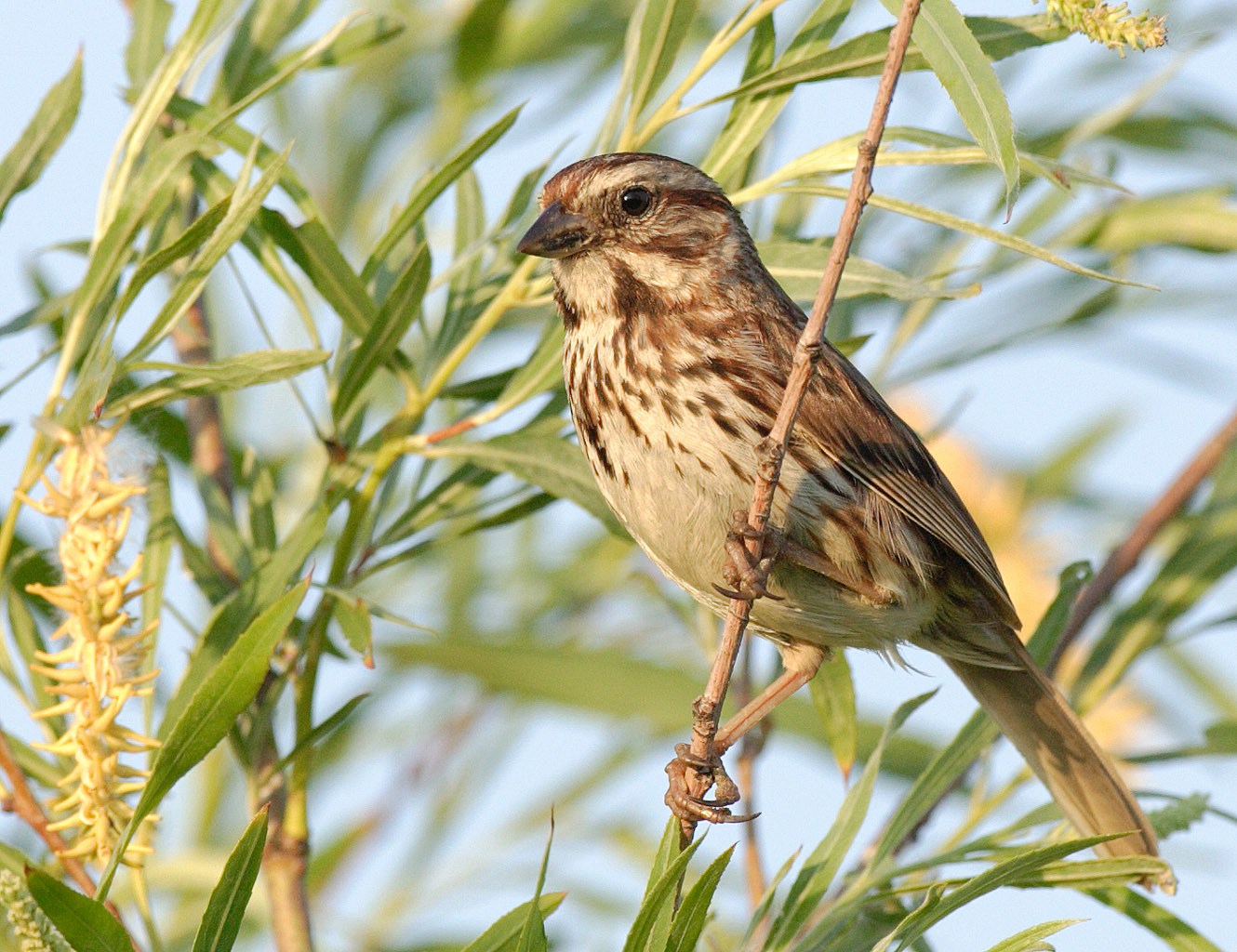
Sångsparv.

Nice arbete om fåglars liv vid en tid när fokus inom ornitologi främst låg på insamling, artbeskrivning och geografisk utbredning. Hennes arbete om sångsparven anses idag vara ett pionjärarbete och Deborah Strom skrev i Bird Watching with American Women, från 1986, att hennes arbete är så stort och komplext att tanken svindlar över den tid och det tålamod som krävts. Mayr skrev att Nice nästan ensam initierade en ny era inom amerikansk ornitologi som den enda verkliga rörelsen mot den förhärskande listjakten. Hennes första studie publicerades 1933 och 1934, med hjälp av Mayr och Erwin Stresemann, i den tyska Journal für Ornithologie då amerikanska tidskrifter inte godtog så långa artiklar.
Nice skrev nästan 250 artiklar om fåglar, 3 000 bokrecensioner och ett flertal böcker vilket omfattar Birds of Oklahoma (1924), The Watcher at the Nest (1939) och hennes självbiografi. Självbiografin publicerades efter hennes död, med ett förord av Konrad Lorenz.

## Utmärkelser
Nice var hedersmedlem i de brittiska, finska, tyska, holländska och schweiziska ornitologiska föreningarna. 1942 tilldelades hon AOU:s Brewster Medal för sina studier av sångsparven, vilket gör hennes till andra kvinna som tilldelades priset efter Florence Merriam Bailey. Hon utnämndes till två hedersdoktorstitlar, en från Mount Holyoke College (1955) och en annan från Elmira College (1962). 
I sitt tal skrev Dean Richard Bond vid Elmira College:
| ”                     | Hon utnyttjade naturen nära sitt hem som sitt laboratorium, och vanliga arter som sitt studieobjekt. På detta sätt blev hon en i raden av stora ornitologer som fann så mycket i det som tedde sig alldagligt för så många | „ |
| – (Nice 1979:262–263) | |   |

Ornitologen Robert Dickerman namngav en Mexikansk underart av sångsparv, Melospiza melodia niceae, efter henne.
1997 instiftade Wilson Ornithological Society Margaret Morse Nice Medal för arbete inom ornitologi.

## Publikationer (i urval)

### Ornitologi
- Nice, M. M. 1910. Food of the bobwhite. J. Econ. Ent. 3:295–313.
- Nice, M. M. 1930. Observations at a nest of Myrtle Warblers. Wilson Bull. 42:60–61.
- Nice, M. M. 1931. The birds of Oklahoma. Revised edition. Publ. Okla. Biol. Survey 3:1–224.
- Nice, M. M. 1937. Studies in the life history of the Song Sparrow. I. A population study of the Song Sparrow. Trans. Linn. Soc. N.Y. 4:1–247.
- Nice, M. M. 1939a. The social kumpan and the Song Sparrow. Auk 56:255–262. PDF
- Nice, M. M. 1939b. The watcher at the nest. Macmillan, New York.
- Nice, M. M. 1941. The role of territory in bird life. Am. Midl. Nat. 26:441–487.
- Nice, M. M. 1943. Studies in the life history of the Song Sparrow. II. The behavior of the Song Sparrow and other passerine birds. Trans. Linn. Soc. N.Y. 6:1–328.
- Nice, M. M. 1954. Problems of incubation periods in North American birds. Condor 56: 173–197.
- Nice, M. M. 1962. Development of behavior in precocial birds. Trans. Linn. Sot. N.Y. 8: l-211.
- (med L. B. Nice) (1914) ' A city kept awake by the honking of migrating geese. Bird-Lore 16 : 119.
- A third Christmas census. Proceedings of the Oklahoma Academy of Science 2 (1922):31–32.
- Nesting records from 1920 to 1922 from Norman, Oklahoma. University of Oklahoma Bulletin 3 (1923): 61–67.
- Extension of range of the robin and Arkansas kingbird in Oklahoma. Auk 41 (1924): 565–568.
- (with L. B. Nice) The birds of Oklahoma. University of Oklahoma Bulletin n.s. (286) (1924): 1–122.
- Observations on shorebirds in central Oklahoma in 1924. Wilson Bulletin 37 (1925): 199–203.
- The bird life of a forty acre tract in central Oklahoma. University of Oklahoma Bulletin. Proceedings of the Oklahoma Academy of Science 7 (1927): 75–93.
- New nesting records in Cleveland County in 1925 and 1926. University of Oklahoma Bulletin. Proceedings of the Oklahoma Academy of Science 7 (1927): 72–74.
- Pileated woodpeckers wintering in Cleveland County, Oklahoma. Auk 44 (1927): 103.
- Seasonal fluctuations in bird life in central Oklahoma. Condor 29 (1927): 144–149.
- Late nesting of indigo bunting and field sparrow in southeastern Ohio. Auk 45 (1928): 102.
- Magnolia warblers in Pelham, Massachusetts in 1928. Wilson Bulletin 40 (1928): 252–253.
- The morning twilight song of the crested flycatcher. Wilson Bulletin 40 (1928): 225.
- Adventures at a window shelf. Oologist 46 (1929): 161–163.
- Domestic pigeons nest hunting on a mountain top. Auk 46 (1929): 543–544.
- Eight-mile censuses in 1927. Condor 31 (1929): 79.
- The Harris sparrow in central Oklahoma. Condor 31 (1929): 57–61.
- A hawk census from Arizona to Massachusetts. Wilson Bulletin 41 (1929): 93–95.
- Vocal performances of the rock wren in Oklahoma. Condor 31 (1929): 248–249.
- American egret and anhinga nesting in Oklahoma. Auk 55 (1930): 121–122.
- A list of the birds of the campus of the University of Oklahoma. Publications of the University of Oklahoma Biological Survey 2 (1930): 195–207.
- The Birds of Oklahoma. Rev. ed. Norman: University of Oklahoma Press, 1931.
- Notes on the twilight songs of the scissor-tailed and crested flycatchers. Auk 48 (1931): 123–124.
- Measurements of the white-throated and other sparrows to determine sex. Bird-Banding 3 (1932): 30–31.
- Female quail ‘Bob-whiting.’  Auk 50 (1933): 97.
- Locating returned song sparrows as nestlings. Bird-Banding 4 (1933): 51–52.
- Robins and Caroline chickadees remating. Bird-Banding 4 (1933): 157.
- Zur Naturgeschichte des Singammers. Journal fu¨r Ornithologie 81 (1933): 552–595.
- Zur Naturgeschichte des Singammers. Journal fu¨r Ornithologie 82 (1934): 1–96.
- The Eighth International Ornithological Congress. Bird-Banding 6 (1935): 29–31.
- Some ornithological experiences in Europe. Bird-Banding 4 (1935): 147–154.
- Storks in trees. Wilson Bulletin 47 (1935): 270–271.
- (med L. B. Nice och R. M. Kraft) Erythrocytes and hemoglobin in the blood of some American birds. Wilson Bulletin 47 (1935): 120–124.
- Late nesting of myrtle and black-throated green warblers in Pelham, Massachusetts. Auk 53 (1936): 89.
- Curious ways of the cowbird. Bird-Lore 39 (1937): 196–201.

### Barnpsykologi
- The Development of a Child’s Vocabulary in Relation to Environment. Master’s thesis, Clark University, 1915. Published in Pedagogical Seminary 22 (1915): 35–64.
- The speech of a left-handed child. Psychological Clinic 9 (1915): 115–117.
- The speech development of a child from eighteen months to six years. Pedagogical Seminary 24 (1917): 204–243.
- Ambidexterity and delayed speech development. Pedagogical Seminary 25 (1918):141–162.
- Concerning all day conversations. Pedagogical Seminary 27 (1920): 166–177.
- A child and nature. Pedagogical Seminary 28 (1921): 22–39.
- A child that would not talk. Proceedings of the Oklahoma Academy of Science 2 (1922): 108–111.
- Handedness and speech. Proceedings of the Oklahoma Academy of Science 2 (1922):10.